# NGC 114
NGC 114 è una galassia lenticolare barrata situata nella costellazione della Balena.
La galassia è stata scoperta il 23 settembre 1867 dall'astronomo americano Truman Henry Safford.
La sua distanza dal nostro sistema solare è stimata in 195 milioni di anni luce. Ha un diametro di circa 55.000 anni luce che è circa la metà di quello della nostra Via Lattea.
NGC 114 ha una intensa emissione nell'ultravioletto ed è inserita nel catalogo catalogo Markarian con il numero MK 946.